# Donald Norman
Pour les articles homonymes, voir Norman.
Donald Norman, né le 25 décembre 1935, est un psychologue cognitiviste américain, professeur émérite en sciences cognitives de l'université de Californie à San Diego. Il est notamment connu pour ses ouvrages sur le design, en particulier The Design of Everyday Things (Le design des objets du quotidien).

## Biographie
Donald Norman a introduit la notion d’affordance en design : Norman utilisa en effet le terme "affordance" pour désigner ce qui aurait été mieux nommé affordances perçues, les affordances non perçues n'étant dans ce domaine d'aucune aide.